# 王瞻 (南齐)
王瞻（5世纪？—479年），字明远，一字叔鸾，南北朝时刘宋、南齐官员，祖籍太原郡祁县（今山西祁县），王玄谟的儿子，王寬的弟弟。
王瞻负气慠世，好贬损人物。在刘宋担任王府参军。去造访刘彦节，进门直登坐榻说：“君侯是公孙，我是公子，能够促膝而谈的，只有你我二人。”刘彦节表面上虽应酬他，内心很不悦。萧嶷年少时，与王瞻为友。王瞻常去探望萧嶷，高谈阔论，萧嶷的哥哥萧赜在大床睡觉，王瞻轻视萧赜，对萧嶷说：“帐中那东西又随人一起睡觉起床。”萧嶷谈话间忽问王景文兄长王楷的贤愚是否比得上殷道矜，王瞻说：“你还说他人的兄长。”萧赜笑着喊萧嶷的小名多王：“你兄长愚笨，怎么忽然问王参军这句。”王瞻说：“只怕就像你说的这样。”非常气愤，但脸上没有表现出来。王瞻在宋明帝时为黄门侍郎。萧赜、萧嶷的父亲萧道成建立齐朝，建元初年，王瞻为冠军将军、永嘉郡太守，上朝跪拜不按礼仪。太子萧赜得知，召他进东宫，交付廷尉将他杀死。命左右启奏父皇："父辱子死。王瞻傲慢朝廷，臣已经将他收捕了。"萧道成说："这点小事何必计较。"听说王瞻已死，于是默然无言。